# ラプラスの魔女
『ラプラスの魔女』（ラプラスのまじょ）は、東野圭吾の書き下し長編小説。2015年5月15日に角川書店（KADOKAWA）より単行本が刊行された。
作家デビュー30周年記念作品で、東野は「これまでの私の小説をぶっ壊してみたかった。そしたらこんな作品ができました。」とコメントしている。
2015年5月15日の発売から1か月で28万部を超えている。
2017年3月20日に実写映画化されることが発表され、2018年5月に全国公開された。
2018年2月24日、角川文庫版が発売された。

## あらすじ
映像プロデューサーの水城義郎は、妻と訪れた赤熊温泉で硫化水素中毒により死亡した。事故の約3か月前、水城の母親から義郎について相談を受けていた刑事・中岡祐二は、水城の母親のことが気になり連絡を取ったところ、義郎の事故後に自殺していたことを知る。水城の母親がいた老人ホームで、遺品整理に現れた水城の妻・水城千佐都と遭遇した中岡は、千佐都が義郎の殺害に関与したと確信する。
中岡は、赤熊温泉の事故調査を担当した教授青江修介に意見を求めるが、青江は硫化水素中毒による殺害は屋外では不可能だと断言する。しかし、中岡は諦めきれず地道に聞き込み捜査を続けていた。一方、青江は不可能だと断言したものの、方法があるのではないかと気にかけていた。
そんな中、今度は苫手温泉で、売れない役者の那須野五郎が硫化水素中毒により死亡する事故が発生する。地元新聞社から依頼を受け苫手温泉で事故調査をしていた青江は、赤熊温泉の事故調査中に知り合った羽原円華と再会し、彼女の不思議な力を目撃する。
担当した2つの事故調査の見解に自信を持てなくなっていた青江は、硫化水素中毒で死亡した水城義郎と那須野五郎について調べるうちに、映画監督甘粕才生のブログを見つける。そこには、硫化水素による家族の悲惨な死亡事故と、「理想的な家族」を失い悲嘆に暮れる自身のことが、感動的に綴られていた。甘粕才生はそのブログを基に、新作映画を制作しようとしていた。
しかし、刑事の中岡が甘粕の家族の知人たちに話を聞いたところ、ブログの内容は嘘ばかりで、決して理想的な家族ではなく、家族は甘粕才生を嫌っていたという。甘粕才生は、映画にのみ興味を示し他者には無関心である一方、恋人や家族には完璧さを求めていた。理想とはかけ離れた家族を殺害し、自身の作品内で「理想の家族」を作り上げようとする、恐るべき犯罪計画であったことが判明する。
その後、父親の殺害計画により硫化水素中毒で植物状態となっていた息子・甘粕 謙人は、羽原円華の父である羽原教授の画期的な脳手術によって、植物状態から回復し、さらに「周囲の物理現象を見るだけで極めて高い予測が可能になる」という『ラプラスの悪魔』と呼ばれる超能力を得ていた。謙人はその能力を使い、水城千佐都に接近し籠絡することで、家族の殺害に関与した水城義郎と那須野五郎を計画的に殺害していた。円華は謙人を止めるため、その行方を追っていた。
そして謙人は、父親を殺害するため、かつて甘粕才生が撮影に使っていた廃墟に父親を呼び出す。その時、『ダウンバースト』と呼ばれる強烈な下降気流が廃墟を襲い、倒壊させようとする。円華は、自動車を廃墟に突入させ壁に穴を開け、内圧と外圧のバランスを取ることで、廃墟の倒壊を最小限に食い止め、謙人たちの命を救い出す。
その後、警察によって一連の事件に対する徹底的な箝口令が敷かるが、謙人は行方不明となり、甘粕才生は自殺する。

## 登場人物

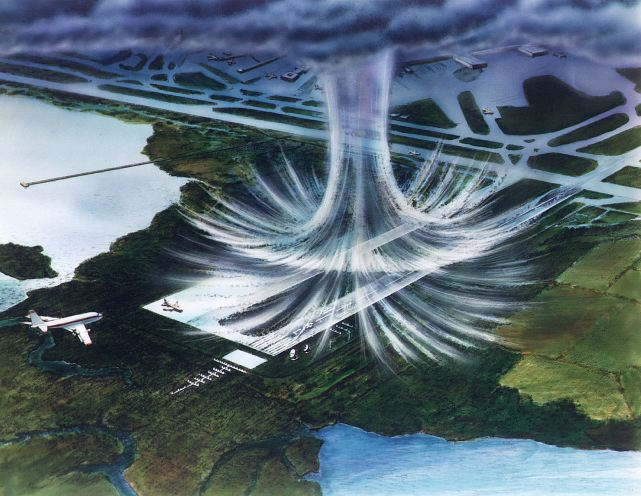
ダウンバーストのイメージ図

### 主要人物
羽原 円華（うはら まどか）
10歳の時、母との帰省先である北海道で竜巻に遭遇し、母・美奈を失う。温泉街で発生した硫化水素事故を追跡しており、その正体を尋ねた青江修介に対し、「ラプラスの魔女」であると名乗る。
甘粕 謙人（あまかす けんと）
甘粕才生の長男で、円華より2歳年上。姉が起こした硫化水素による自殺に巻き込まれ植物状態となるも、羽原全太朗による脳神経再生手術を受け、奇跡的な回復を遂げる。しかし、その代償として記憶を全て喪失したと考えられていた。だが、父・才生が家族を殺害したと電話で話しているのを耳にし、自身も殺害されることを恐れて記憶喪失を装い、父への復讐を誓う。
甘粕 才生（あまかす さいせい）
謙人の父であり、「映画の鬼」と称された著名な映画監督。家族を襲った悲劇以降、映画制作の現場から遠ざかっている。47歳の時、自宅で娘が起こした硫化水素自殺により、妻と娘を失う。さらに、一命を取り留めた長男・謙人も、脳神経再生手術後に記憶を失い、事実上、全ての家族を失うこととなる。
青江 修介（あおえ しゅうすけ）
地球化学を専門とする泰鵬大学教授。警察から赤熊温泉、地元新聞社から苫手温泉で発生した硫化水素事故の調査をそれぞれ依頼される。

### 大学関係者
羽原 全太朗（うはら ぜんたろう）
円華の父。開明大学病院に所属する脳神経外科医であり、脳神経細胞再生研究の第一人者。
武尾 徹（たけお とおる）
元警察官。詳細な事情を知らされないまま、円華のボディガードとして雇われる。
桐宮 玲（きりみや れい）
開明大学総務課に所属。羽原全太朗の部下にあたる。
奥西 哲子（おくにし てつこ）
泰鵬大学に所属する青江修介の助手。堅物で几帳面な性格の持ち主。

### 警察
中岡 祐二（なかおか ゆうじ）
麻布北警察署の刑事。水城義郎の死は事故ではなく、遺産目当ての殺人で千佐都が関与しているのではないかと疑念を抱いている。
成田
麻布北警察署刑事課係長で、中岡の上司。

### 被害者とその家族
水城 義郎（みずき よしろう）
66歳の映像プロデューサー。千佐都とは3度目の結婚であり、彼女が財産目当てであることは承知の上である。赤熊温泉にて硫化水素中毒で死亡する。
水城 千佐都（みずき ちさと）
義郎の後妻。28歳前後。元銀座のホステス。
水城 ミヨシ
義郎の母であり、千佐都との結婚には反対していた。介護サービス付きの高級老人ホームに入居し、一人で暮らしている。
那須野 五郎（なすの ごろう）
39歳の売れない役者。本名は森本五郎。苫手温泉で死亡する。

### 温泉地の関係者
前山 洋子（まえやま ようこ）
水城夫妻、青江、円華らが宿泊した赤熊温泉の旅館「赤熊荘」の女将。
磯部（いそべ）
赤熊温泉を管轄する県の環境保全課職員。事故現場における硫化水素濃度測定などのデータ収集・測定業務の責任者。
内川
北陸毎朝新聞社の女性記者。苫手温泉の事故に関し、青江に専門家としての見解を求める。

## 書籍情報
- 単行本：2015年5月15日発売[1]、KADOKAWA、ISBN 978-4-04-102989-3
- 文庫本：2018年2月24日発売[6]、角川文庫、ISBN 978-4-04-105493-2

## 映画

映画において、赤熊温泉の撮影時に使われた、山形県の銀山温泉。

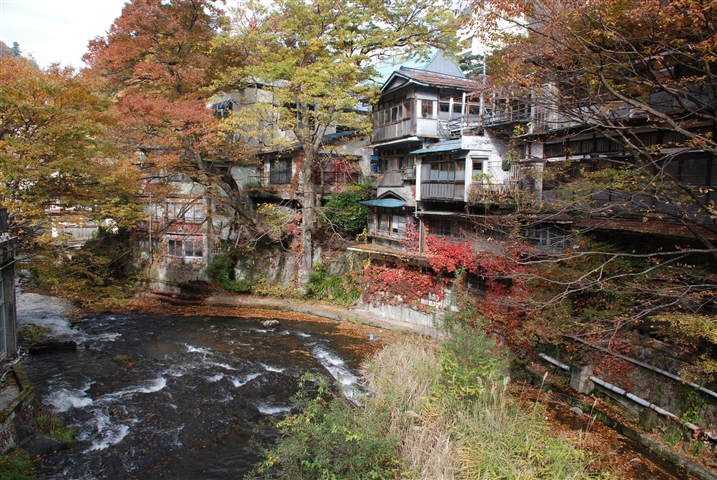
映画において、苫手温泉の撮影時に使われた、福島県の東山温泉。

2018年5月4日に全国公開された。主演は櫻井翔、監督は三池崇史、配給東宝。
原作では様々な主要人物のエピソードが並列に書かれているが、映画版では「青江修介」を主人公に置いた形に変更されている。それに伴い、原作エピソードの改変・削除がなされている。

### キャスト
- 青江修介 - 櫻井翔
- 羽原円華 - 広瀬すず
- 甘粕謙人 - 福士蒼汰
- 奥西哲子 - 志田未来
- 水城千佐都 - 佐藤江梨子
- 桐宮玲 - TAO
- 中岡祐二 - 玉木宏
- 武尾徹 - 高嶋政伸
- 羽原美奈 - 檀れい
- 羽原全太朗 - リリー・フランキー
- 甘粕才生 - 豊川悦司

### スタッフ
- 原作 - 東野圭吾『ラプラスの魔女』（KADOKAWA刊）
- 監督 - 三池崇史
- 脚本 - 八津弘幸
- 音楽 - 遠藤浩二
- 主題歌 - Alan Walker / アラン・ウォーカー「FADED / フェイデッド」（ソニー・ミュージックジャパンインターナショナル）
- 製作 - 市川南
- 共同製作 - 堀内大示、藤島ジュリーK.、吉崎圭一、弓矢政法、髙橋誠、奥野敏聡、渡辺勝也、荒波修
- エグゼクティブプロデューサー - 山内章弘
- 企画・プロデュース - 臼井央、臼井真之介
- プロデューサー - 坂美佐子、前田茂司
- プロダクション統括 - 佐藤毅
- アソシエイトプロデューサー - 二宮直彦、西崎洋平
- ラインプロデューサー - 今井朝幸、善田真也
- キャスティングプロデューサー - 杉野剛
- 撮影 - 北信康（J.S.C.）
- 照明 - 渡部嘉
- 美術 - 林田裕至
- 整音 - 中村淳
- 録音 - 小林圭一
- 装飾 - 坂本朗
- 編集 - 山下健治
- 助監督 - 長尾楽
- 制作担当 - 柄本かのこ
- VFXスーパーバイザー - 太田垣香織
- キャラクタースーパーバイザー - 前田勇弥
- ヘアメイク - 酒井啓介
- 宣伝プロデューサー - 鎌田亮介
- 音楽プロデューサー - 杉田寿宏
- サウンドエディティングスーパーバイザー - 勝俣まさとし
- 配給 - 東宝
- 製作プロダクション - 東宝映画、OLM
- 制作協力 - 楽映舎
- 製作 - 「ラプラスの魔女」製作委員会（東宝、KADOKAWA、ジェイ・ストーム、電通、ジェイアール東日本企画、KDDI、OLM、トーハン、GYAO）